# بيل كليمنتس
بيل كليمنتس (بالإنجليزية: Bill Clements)‏ هو سياسي أمريكي، ولد في 13 أبريل 1917 في دالاس في الولايات المتحدة، وتوفي بنفس المكان في 29 مايو 2011. حزبياً، نشط في الحزب الجمهوري. وقد انتخب نائب وزير الدفاع الأمريكي ‏ (1973 – 1977) وانتخب حاكم ولاية تكساس (20 يناير 1987 – 15 يناير 1991).